# Piero Pennacchio
Piero Pennacchio ist ein ehemaliger italienischer Skispringer und Nordischer Kombinierer.

## Werdegang
Pennacchio gewann 1948 den italienischen Meistertitel im Skispringen vor Aldo Trivella und Igino Rizzi. 1950 gewann er hinter Alfred Prucker und Franz Costa die Bronzemedaille in der Nordischen Kombination. Diesen Erfolg wiederholte er 1951 und 1952.